# Gerald Meyer

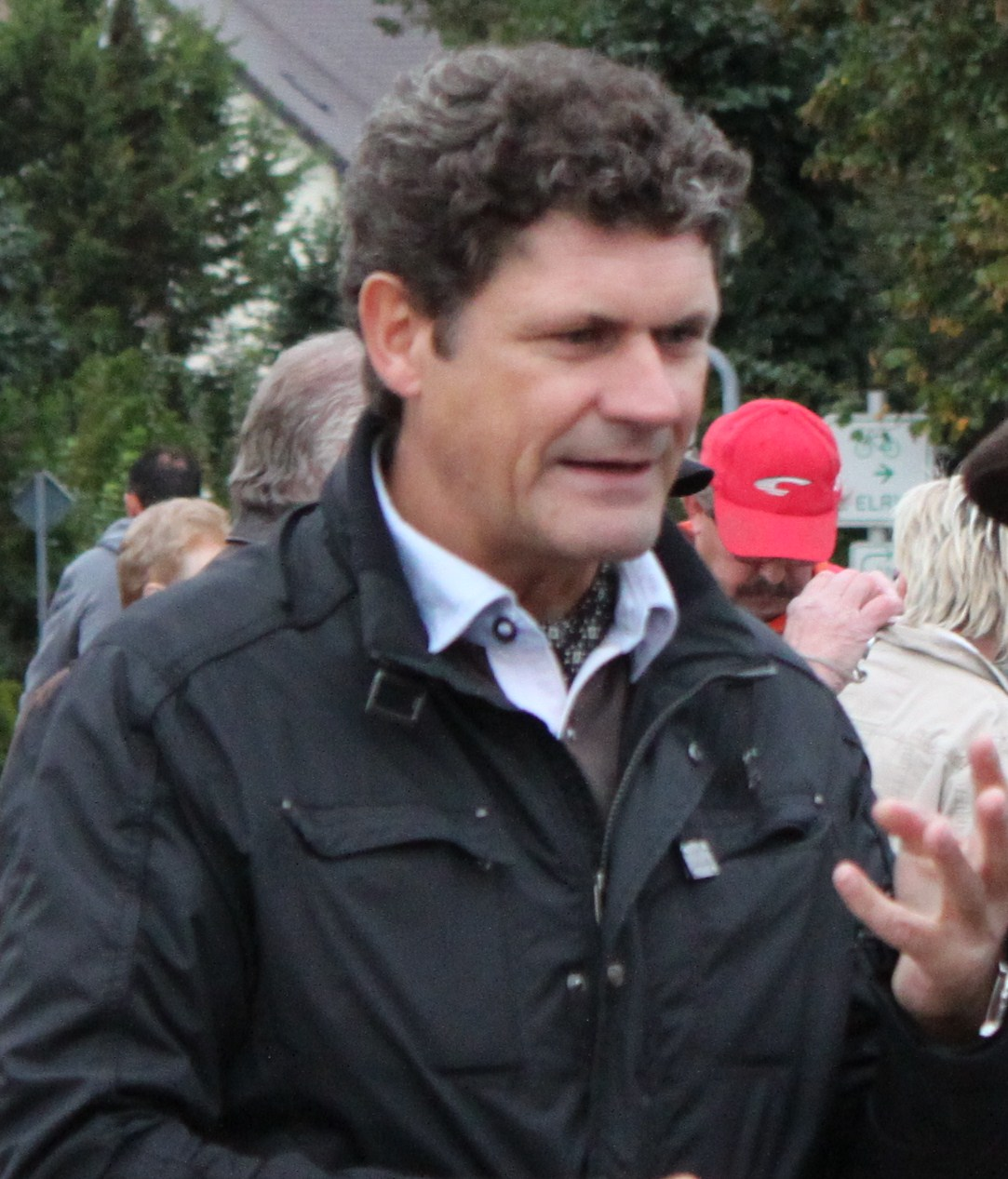
Gerald Meyer im Gespräch bei der Vorbereitung auf eine Live-Sendung

Gerald Meyer (* 1964 in Havelberg) ist ein deutscher Fernsehmoderator und Journalist.

## Leben
Meyer wuchs zunächst in Havelberg (Bezirk Magdeburg) auf, ehe er 1977 mit seiner Familie nach Ost-Berlin zog.
Seine Fernsehlaufbahn begann er 1988 als Redakteur und Reporter beim populären Jugendmagazin Elf 99 im DDR-Fernsehen. Mit dem Format Disput wurde Meyer 1990 TV-Moderator, als er kurzfristig für einen Kollegen einsprang. Er moderierte das DFF-Mittagsjournal bis zur Einstellung des DFF Ende 1991. Daraufhin war Meyer mit der Landesschau vom damaligen Landessender Brandenburg auf dem Bildschirm. Als dieser im ORB (dem heutigen rbb Fernsehen) aufging, wurde er dort 1992 Präsentator der Hauptnachrichtensendung Brandenburg aktuell. Zudem berichtete er von Großereignissen und moderierte Wissensformate wie Klartext-Wirtschaft im ORB-Fernsehen.
Von 2003 bis 2016 war Gerald Meyer Moderator des Magazins WAS! – Wirtschaft, Arbeit, Sparen im rbb Fernsehen. Er präsentiert weiterhin Brandenburg aktuell aus Potsdam.
Seit Anfang 2020 moderiert Gerald Meyer das Fahndungsmagazin Kripo live im MDR Fernsehen.